# Luchthaven Katowice
De Internationale Luchthaven Katowice-Pyrzowice is een Poolse luchthaven die zich circa 34 km ten noorden van Katowice bevindt. De luchthaven werd in 1940 opgericht door de Luftwaffe ten behoeve van de strijd aan het oostelijk front. Tussen 1945 en 1951 werd het vliegveld gebruikt door de luchtmacht van de Sovjet-Unie, waarna het werd overgedragen aan de Poolse luchtmacht. De eerste passagiersvlucht vanaf Katowice vond plaats in 1966. De eerste internationale vlucht werd in 1993 uitgevoerd door Lufthansa. Wizz Air voert vluchten uit naar Katowice vanuit Eindhoven Airport en Maastricht Aachen Airport. Transavia: Katowice - Luchthaven Schiphol